# Етрит Бериша
Етрит Бериша (алб. Etrit Berisha; Приштина, 10. март 1989) албански је фудбалер са Косова и Метохије. Тренутно наступа за Емполи. Игра на позицији голмана.

## Успеси
Калмар
- Куп Шведске: (финале: 2011)[5]

 Лацио
- Куп Италије: (финале: 2014/15,[6]
- Суперкуп Италије: (финале: 2015)[7]

 Аталанта
- Куп Италије: (финале: 2018/19)[8]

Појединачни
- Голман године у Првој лиги Шведске: 2013.[9]